# Teoria das três fases do trânsito
A Teoria das Três Fases do Trânsito foi desenvolvida por Boris Kerner entre 1996 e 2002. Representa uma nova abordagem do fenômeno do colapso da fluidez do trânsito, entendendo-se colapso como a degradação súbita do estado de fluxo livre para o estado de congestionamento.
É uma teoria de cunho qualitativo embasada em características espaço-temporais que foram identificadas em medições de campo efetuadas em situações de congestionamento. Foi analisado um conjunto significativo de medições de variáveis espaço-temporais coletadas em diferentes rodovias de vários países, sob diferentes condições de trânsito, abrangendo vários anos de amostragem e um número representativo de amostras.
Foi possível identificar nesse conjunto alguns padrões de trânsito, cada um deles constituído por características qualitativas próprias na dimensão espaço-temporal.
Para cada padrão, as características se mantiveram inalteradas em várias medições, independentemente dos parâmetros de trânsito vigentes, isto é, encontraram-se os mesmos padrões qualitativos em diferentes rodovias de diversos países durante um longo período de amostragem. Mais do que isso, verificou-se que tais padrões independem da infraestrutura viária, tipos de gargalos, condições meteorológicas, porcentagem de veículos pesados, horário do dia e dia da semana.
Diferentes padrões apresentaram distintas características para um mesmo conjunto de parâmetros de trânsito existentes. 
A identificação e classificação dos padrões de trânsito encontrados constituem a base empírica que alicerçou a concepção e o desenvolvimento da Teoria das Três Fases de Trânsito.
Kerner defende que os padrões de trânsito podem ser classificados em três grupos, cada um com suas propriedades específicas. A cada um desses grupos atribuiu-se a designação de Fase, pois representam estados intercambiáveis de um mesmo processo. Em outros termos, um grupo de veículos que se encontra numa das fases passará para outra fase se determinadas condições ocorrerem. 
Vale ressaltar que a teoria tradicional, baseada no diagrama fundamental, reconhece apenas dois estados, o de Fluxo Livre e o de Fluxo Congestionado. Além de continuar reconhecendo o Fluxo Livre, a nova teoria subdivide o estado congestionado em duas fases, Fluxo Sincronizado e Congestionamento Ampliado Móvel, perfazendo as três possíveis fases de trânsito: 
1. Fase Fluxo Livre
2. Fase Fluxo Sincronizado
3. Fase Congestionamento Ampliado Móvel

representados, respectivamente pelos símbolos [FL], [FS] e [CAM].
Em inglês, os termos correspondentes são:
1. Free Flow
2. Synchronized Flow
3. Wide Moving Jam

cujos símbolos são, respectivamente, [F], [S] e [J].
Kerner ressalta que as propriedades que caracterizam cada uma das fases são de caráter espaço-temporal. Portanto, essas propriedades não podem ser definidas apenas na dimensão espaço, como se fosse uma fotografia tirada de um trecho da via, nem apenas na dimensão tempo, como se fosse um filme de uma única seção da via. Na medida em que contempla conjuntamente as duas dimensões, a nova teoria estuda o que ocorre num trecho de uma via  ao longo do tempo.

## Fluxo Livre [FL]
Dados registrados em pesquisas práticas mostram que existem situações em que há uma relação positiva entre o fluxo F com a densidade D. Nesses casos, a um aumento na densidade D corresponde um aumento do fluxo F. 
Tais situações são verificadas desde o caso particular em que tanto o fluxo como a densidade são nulos ({\displaystyle F=0} e {\displaystyle D=0}) até um limite superior onde o valor do fluxo atinge seu máximo e em que a densidade é designada por Densidade crítica. O limite superior é definido, então, pelo ponto ({\displaystyle F=F_{max}} e {\displaystyle D=D_{crit}}). A Figura 1 apresenta medidas reais que ilustram a fase de fluxo livre. 
Não é possível medir numa seção qualquer do trecho analisado um valor de fluxo que seja superior ao valor limite {\displaystyle F_{max}} mesmo que a densidade nesse trecho supere o valor {\displaystyle D_{crit}.} Portanto, pode-se afirmar que a capacidade C desse trecho é dado pelo valor {\displaystyle F_{max}.}

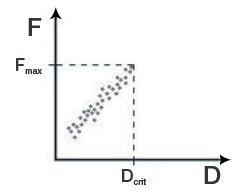
Figura 1 – Correspondência entre fluxo e densidade, encontrada em medidas reais, na fase de Fluxo Livre

## Trânsito Congestionado
O caso particular representado pelo fluxo máximo, {\displaystyle F_{max}} e a correspondente densidade crítica, {\displaystyle D_{crit}} ainda pertence à fase [FL]. Portanto, a menor velocidade que ainda faz parte da fase [FL] é fornecida pela expressão:
{\displaystyle V_{FL}^{min}={\frac {F_{max}}{D_{crit}}}}
Considera-se que o trânsito está congestionado quando sua velocidade for inferior a {\displaystyle V_{FL}^{min}.} 
Na Figura 2, a tangente do ângulo α é igual a VFLmin. Nessa figura, todos os pontos à esquerda da linha tracejada fazem parte da fase de fluxo livre, pois formam ângulos com o eixo D cuja tangente é maior do que tg α, enquanto os pontos à direita pertencem ao trânsito congestionado, pois formam ângulos cuja tangente é menor do que tg α  

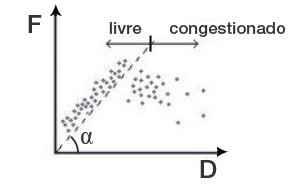
Figura 2 – Medidas registradas do par (Densidade, Fluxo)

Verificou-se, através de pesquisas de campo, que nas fases [FS] e [CAM] as velocidades medidas são inferiores a {\displaystyle V_{FL}^{min}.} Consequentemente, essas duas fases, por definição, pertencem ao regime congestionado.

## Fase Congestionamento Ampliado Móvel [CAM]
Denomina-se Congestionamento Móvel ao padrão apresentado por um bloco de veículos que apresentam densidade extremamente alta e velocidade praticamente nula, limitado espacialmente por duas regiões fronteiriças, e que se move como um todo no sentido contrário ao fluxo, isto é, se move para montante. 
Na fronteira anterior, ou seja, na região que separa o bloco congestionado do trecho que lhe está à frente, os veículos conseguem acelerar escapando do Congestionamento Móvel e adentrando a uma região sob fase Fluxo Livre ou sob fase Fluxo Sincronizado.
Na fronteira posterior, ou seja, na região que separa o bloco congestionado do trecho que lhe está mais atrás, os veículos são obrigados a desacelerar à medida que se aproximam do Congestionamento Móvel. Esses veículos podem estar vindo tanto da fase [FL] como da fase [FS]. 
Quando o tamanho do bloco Congestionado Móvel, no sentido longitudinal da via, for claramente superior ao tamanho de suas duas fronteiras, diz-se que estamos na presença do Congestionamento Ampliado Móvel. Quando não, dizemos que estamos na presença do Congestionamento Incipiente Móvel.
Devido ao fato de incorporar propriedades específicas, a teoria reconhece que o Congestionamento Ampliado Móvel constitui uma das três fases do trânsito, recebendo a notação [CAM].
Para entender melhor o funcionamento da fase [CAM], vamos recorrer ao exemplo de um incidente que obstruiu parcialmente uma via de trânsito denso durante alguns minutos, formando um bloco de veículos com velocidade praticamente nula. No instante em que a obstrução é retirada, os veículos da fronteira anterior do bloco conseguem acelerar e escapar do [CAM] entrando na região à frente que pode estar tanto com fluxo livre [FL] como com fluxo sincronizado [FS]. Ao mesmo tempo, novos veículos, vindos de uma fase [FL] ou [FS] irão se incorporando à fronteira posterior do bloco de veículos que se encontram em [CAM]. 
Dessa forma, tanto a frente como a retaguarda do bloco irão se deslocando para trás (em direção a montante), até que a fronteira anterior alcance a fronteira posterior, instante em que o Congestionamento Ampliado Móvel se extinguirá.
Pesquisas de campo comprovaram que o Congestionamento Ampliado Móvel possui uma série de propriedades que lhe são específicas. 
A propriedade fundamental do [CAM] é que sua fronteira anterior se move para montante, ou seja, em direção ao sentido contrário do fluxo, com uma velocidade constante que é representada por {\displaystyle v_{cam}.} É digno de nota observar que tal velocidade permanece inalterada independentemente da fase em que se encontrarem os trechos de via que o [CAM] vai atravessando. A velocidade da sua frente independe também do fato do [CAM] atravessar outros gargalos a montante. Além disso, independe do fluxo de trânsito e do local do gargalo em que foi gerado o Congestionamento Ampliado Móvel. 
Outra grandeza física característica do [CAM] é a taxa do fluxo que é liberado para a região à sua frente e que recebe o nome de 
{\displaystyle F_{sd}.}
Finalmente, como já foi mencionado, a taxa de fluxo é drasticamente reduzida no interior do [CAM] chegando a zero em muitas situações. 
Essas observações permitem concluir que diferentes Congestionamentos Móveis Extensos apresentam características semelhantes sob condições parecidas, o que abre a possibilidade de prever seu comportamento futuro.
A designação Congestionamento Ampliado Móvel procura refletir duas características dessa fase:
1. O termo Congestionamento Ampliad está relacionado com o fato de que se trata de um congestionamento com extensão significativa, bem maior do que o tamanho de suas fronteiras;
2. O termo Móvel evoca a propriedade fundamental de que o bloco de veículos se movimenta como um todo.

## Fase Fluxo Sincronizado [FS]
A fase Fluxo Sincronizado [FS] não apresenta a propriedade de que a frente do bloco de veículos mantém velocidade constante como é o caso da fase [CAM]. Pelo contrário, na maioria das vezes, a posição dessa frente congestionados permanece fixa ao longo do tempo.
Um bom exemplo da fase [FS] é o de uma rampa de acesso que injeta um número excessivo de veículos numa rodovia, causando a formação de um bloco congestionado nessa última. Entretanto, diferentemente do exemplo anterior, a frente desse bloco permanece imóvel, localizado numa seção próxima à rampa de acesso. 

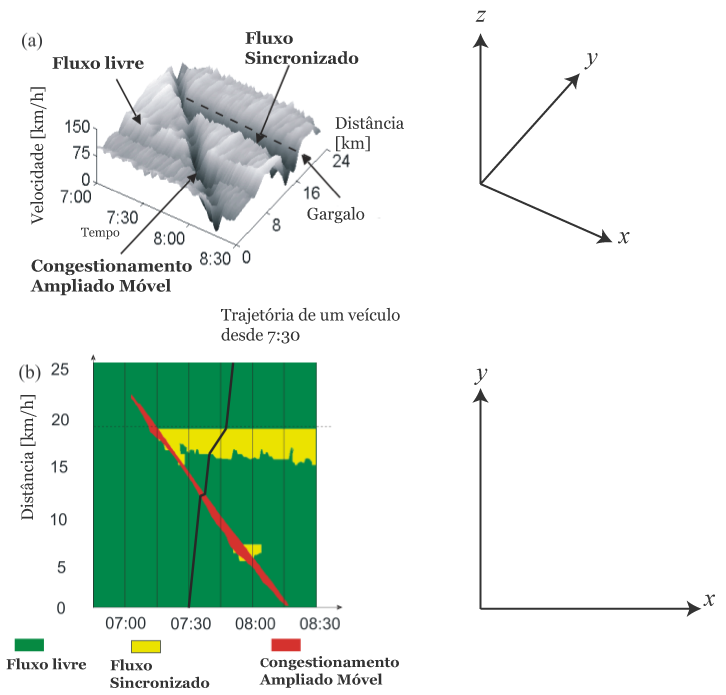
Figura 3: Dados de velocidade medidos em campo (a) e sua representação no plano espaço-tempo (b)

As figuras 3 (a) e 3 (b) trazem exemplos de casos reais medidos em campo ilustrando as fases [FS] e [CAM].
A figura 3 (a) ilustra o comportamento espaço-temporal do trânsito. O eixo x corresponde ao tempo. No eixo y é mostrada a posição na via, orientada no sentido da direção do trânsito. No eixo z são mostradas as velocidades. Dessa forma, a representação tridimensional permite verificar qual foi a velocidade em cada seção da via para cada horário. Apesar de não permitir uma leitura dos dados muito prática, essa representação é excelente para analisar qualitativamente o comportamento das velocidades ao longo da via em função do tempo, ou seja, para analisar o comportamento das velocidades numa abordagem espaço-temporal. Por exemplo, os sulcos (faixas mais escuras) que aparecem na Figura 3 (a) correspondem a quedas abruptas na velocidade. 
Percebem-se dois sulcos na figura. Um deles é oblíquo e o outro paralelo ao eixo do tempo.
O sulco oblíquo passa pelo ponto (7:00 h; km 23). Portanto, é possível afirmar que ocorreu uma queda abrupta da velocidade (colapso do trânsito) às 7:00 horas da manhã, na altura do quilômetro 23.  À medida que o tempo passa, esse sulco vai subindo para montante, no sentido contrário à corrente do trânsito, até chegar ao quilômetro zero às 8:15, aproximadamente. Como esse sulco forma praticamente uma linha reta, pode-se concluir que ele corresponde a um Congestionamento Ampliado Móvel [CAM].
O sulco paralelo ao eixo do tempo permanece na altura do quilômetro 19 entre as 7:15 e as 8:30. Neste caso, o colapso do trânsito não se propagou para montante o que prova que se trata de um Fluxo Sincronizado [FS].
A Figura 3 (b) reproduz a mesma situação da anterior, mas da clássica forma bidimensional. O eixo x corresponde ao tempo. No eixo y é mostrado a posição na via, orientada no sentido da direção do trânsito. Aqui, a velocidade não está associada a um terceiro eixo. Em vez disso, os sulcos da figura (a) estão representados por manchas coloridas sobre o fundo verde que corresponde ao fluxo livre.
Nesta figura fica mais claro observar que o [CAM] (mancha vermelha) é limitado por uma reta na sua parte frontal. A tangente do ângulo α que esta reta forma com o eixo do tempo é igual à velocidade {\displaystyle v_{cam}} com que o [CAM] sobe para montante. 
Na figura b) é possível observar que a parte frontal do [FS] (mancha amarela) corresponde a uma linha reta paralela ao eixo do tempo. Nesta figura pode-se perceber, também, que a extensão do [FS] oscila ao longo do tempo.
Em contraste com a fase [CAM], tanto a taxa de fluxo como a velocidade dos veículos podem variar bastante no interior de um bloco de veículos que se encontra na fase [FS]. A taxa de fluxo, nessa fase, pode até ser próxima da taxa de fluxo na fase [FL], mesmo que a velocidade média dos veículos seja bastante reduzida.
O termo Fluxo Sincronizado foi escolhido para espelhar duas características primordiais dessa fase:
1. Nessa fase, o trânsito flui continuamente, sem nenhuma interrupção significativa. Por isso o termo Fluxo;
2. Nessa fase, há uma tendência para que todos os veículos, tanto de uma mesma faixa de rolamento como de todas as faixas, andem a uma mesma velocidade, ou seja, que seus movimentos sejam sincronizados entre si. Isso ocorre devido à pequena probabilidade de ultrapassagem existente nessa fase. O termo Sincronizado reflete esse efeito.

## A transição [FL] → [FS]
Os dados registrados nas pesquisas comprovam que o regime de trânsito congestionado ocorre, sobretudo, em trechos que constituem gargalos de trânsito e podem ser provocados, por exemplo, por rampas de entrada, rampas de saída ou obras na pista. 
A passagem do fluxo livre para o regime congestionado é conhecida como colapso do trânsito. A Teoria das Três Fases afirma que tal colapso corresponde invariavelmente a uma transição da fase [FL] para a fase [FS], não se verificando nunca a passagem direta de [FL] para [CAM]. Tal afirmação sustenta-se pelas análises das medidas registradas em campo que apontam para a conclusão de que após ocorrer o colapso do trânsito, em um trecho tipo gargalo, a frente do bloco congestionado de veículos permanece no mesmo local, ao longo do tempo, fenômeno que caracteriza a fase [FS].  
Kerner defende, a partir da análise das medidas práticas, que a fase [FS] pode surgir de duas maneiras distintas: ou espontaneamente (transição espontânea [FL] → [FS]), ou provocado por fatores externos (transição provocada [FL] → [FS] ).
Uma transição espontânea [FL] → [FS] caracteriza-se pela condição de que, antes do colapso, não só o gargalo encontrava-se na fase [FL], mas também os trechos adjacentes ao gargalo, tanto a montante como a jusante. Na transição espontânea, o colapso do trânsito é provocado pela expansão de uma perturbação pontual que ocorreu no interior do gargalo e que foi responsável pelo início do colapso.
Por outro lado, uma transição provocada [FL] → [FS] caracteriza-se pela condição de que a perturbação original manifesta-se em algum local externo ao gargalo. Geralmente, a transição provocada origina-se da propagação de um congestionamento que se formou a jusante do gargalo e que pode ser tanto do tipo [FS] como do tipo [CAM].
A Figura 3 ilustrou um exemplo prático de colapso provocado, que conduziu o trânsito à fase [FS]. O Fluxo Sincronizado, na altura do km 19, foi causado pela propagação do congestionamento [CAM] que teve início no km 23 e veio subindo para montante. Quando esse [CAM] passou por um gargalo existente no km 19, gerou uma fase [FS] nesse ponto. É interessante observar que o [CAM] continuou prosseguindo para montante, mas acabou causando um congestionamento [FS] no gargalo do km 19 que permaneceu mesmo após ele já ter passado.
Sob o ponto de vista do microdetalhamento, a transição [FL] → [FS] provém do conflito, que ocorre nas dimensões espaço e tempo, entre dois fenômenos antagônicos que surgem quando um veículo encontra outro mais lento à sua frente. Na primeira alternativa, o veículo de trás acelera para ultrapassar o da frente numa mudança de faixa. Na segunda, o veículo de trás desacelera de modo a adaptar sua velocidade à do veículo da frente.
A ultrapassagem favorece, evidentemente, a continuidade da fase [FL]. Em contraposição, a adaptação da velocidade, que acontecerá se a ultrapassagem não for possível, conduz à fase [FS] já que o problema provocado pelo veículo lento irá se alastrando para os veículos que o seguem. 
Kerner afirma que a probabilidade da ultrapassagem ser bem sucedida pode ser representada por uma relação descontínua e não-linear do tipo Z, ilustrada na Figura 4. Nessa figura percebe-se que a probabilidade de ultrapassagem no Fluxo Livre é muito maior do que no Fluxo Sincronizado. É possível observar valores de densidade que pertencem tanto à fase [FL] como à fase [FS], o que contradiz as teorias clássicas que associam a cada valor de densidade apenas um estado de trânsito, ou livre ou congestionado. 

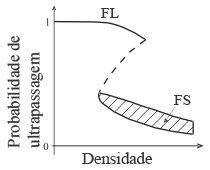
Figura 4 – Explicação do colapso do trânsito mediante uma relação descontínua e não-linear do tipo Z

## Infinito número de valores de capacidade
Dados de campo atestam que o colapso espontâneo do trânsito, isto é, uma transição espontânea [FL]→ [FS], pode vir a ocorrer numa ampla faixa de valores de fluxo da fase [FL]. Em outros termos, comparando-se exemplos práticos de injeção progressiva de veículos numa via, verifica-se que em determinado dia o colapso ocorreu quando o fluxo chegou a certo valor F1 enquanto noutro dia este só aconteceu quando ele alcançou um valor maior F2.
Lembrando que a capacidade é igual ao maior valor de fluxo que pode passar numa seção da via e que esse valor corresponde ao {\displaystyle F_{max},} maior valor que pode passar na fase Fluxo Livre, conclui-se que um mesmo trecho de uma via apresenta inúmeros valores possíveis para sua capacidade. Esta é outra diferença relevante em relação às teorias anteriores que consideravam que um trecho de via possui apenas um único e determinado valor de capacidade.
A Teoria das Três Fases afirma que os valores de capacidade, que certo trecho de via pode assumir, variam entre uma Capacidade Mínima, representada por Cmin, e uma Capacidade Máxima, representada por {\displaystyle C_{max},} que é igual ao maior valor que pode ser encontrado para {\displaystyle F_{max}.}
Quando o valor de fluxo for somente um pouco maior do que {\displaystyle C_{min},} apenas perturbações muito fortes podem vir a provocar a transição [FL] → [FS]. Por outro lado, pequenas perturbações já são suficientes para provocar essa transição se os valores de fluxo forem só um pouco inferiores a {\displaystyle C_{max}.}
É notório que, na fase de fluxo livre, a probabilidade de acontecer uma perturbação pequena é bem maior do que a de uma perturbação grande. Portanto, quanto mais elevado for o fluxo na fase [FL] em um gargalo, maior será a probabilidade de ocorrer a transição para a fase de fluxo sincronizado [FS]. 
Se o fluxo for inferior à capacidade mínima {\displaystyle C_{min},} a transição [FL] → [FS] não ocorrerá nunca.
O infinito número de valores possíveis de capacidade num gargalo pode ser expresso por:
{\displaystyle C_{min}\leq C<C_{max}}
em que F representa um valor de fluxo que pertence à fase [FL].
Designa-se por metaestabilidade do fluxo livre a tendência que essa fase tem de permanecer estável para pequenas perturbações, mas de tornar-se instável para perturbações grandes, quando aumenta a probabilidade de ocorrer a transição [FL] → [FS]. 

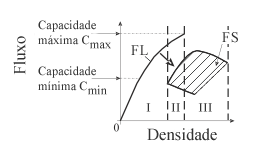
Figura 5: Representação gráfica das fases [FL] e [FS] e das capacidades máxima e mínima

A Figura 5 esboça a questão do infinito número de capacidades que um trecho de via pode assumir. Qualquer fluxo, pertencente ao Fluxo Livre, entre {\displaystyle C_{min}} e {\displaystyle C_{max}} está sujeito a ser rebaixado para a fase de Fluxo Sincronizado. É interessante observar que o conjunto de pontos que pertencem à região [FS] não forma mais uma linha como na maioria das teorias anteriores, mas sim uma área (região hachurada). Consequentemente, podem ocorrer, em um mesmo trecho, situações dentro da fase [FS] com fluxos diferentes para um mesmo valor de densidade.  Finalmente, o gráfico nos mostra que existem três regiões de densidade. Na Região I, das densidades menores, somente são encontrados exemplos de Fluxo Livre. Na Região II, de densidades intermediárias, são verificadas tanto situações de Fluxo Livre como de Fluxo Sincronizado. Na Região III, de densidades mais elevadas, somente ocorrem casos de Fluxo Sincronizado.
Dependendo das condições do trânsito, tais como condições meteorológicas, porcentagem de veículos lentos, etc. e das características do gargalo, a capacidade mínima {\displaystyle C_{min}} pode ser maior ou menos do que o {\displaystyle F_{sd}.}

## A transição [FS] → [CAM]
Congestionamentos Ampliados Móveis não surgem espontaneamente em trechos de via que apresentam Fluxo Livre, mas somente em locais em que o trânsito já se encontra sob a fase Fluxo Sincronizado.
Portanto, não existe a transição [FL] → [CAM], mas tão somente a transição [FS] → [CAM]. Consequentemente, a passagem da fase de Fluxo Livre para a fase de Congestionamento Ampliado Móvel necessita passar primeiro pela fase intermediária de Fluxo Sincronizado, configurando uma transição em cascata [FL] → [FS] → [CAM].
Inicialmente surge uma região [FS] dentro de uma região [FL]. Como já mencionado anteriormente tal fenômeno ocorre geralmente num trecho tipo gargalo.
Em seguida, por algum motivo, uma parte do bloco formado pelos veículos que estão em [FS] passa a apresentar densidade bem maior e velocidade bem menor do que as outras partes, num processo denominado autocompressão. Nessas regiões que sofreram autocompressão é que pode surgir o chamado Congestionamento Incipiente Móvel cujo símbolo é [CIM].
Quando o Congestionamento Incipiente Móvel [CIM] tem seu tamanho aumentado, pode se transformar num Congestionamento Ampliado Móvel [CAM]. Quanto maior for a densidade do bloco que está na fase [FS], maior será a probabilidade de que um  [CIM] se transforme num [CAM]. 

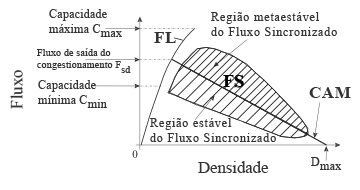
Figura 6: As três fases do trânsito

Na Figura 6, a Linha CAM divide a região [FS] em duas partes. Os pontos de [FS] acima da Linha CAM apresentam a característica de metaestabilidade, ou seja, perturbações que ocorrerem no trânsito podem desencadear a fase [CAM] dependendo da densidade do [FS] e da intensidade da perturbação. Os pontos de [FS] abaixo da linha CME são estáveis, o que significa que, nessas condições, não ocorrerá transições [FS] → [CAM].  
O deslocamento da frente do bloco [CAM] para montante é representada pela Linha CAM na Figura 6. A tangente que essa reta forma com o eixo Densidade fornece o valor da própria velocidade {\displaystyle v_{cam},} pois ao ponto de fluxo zero corresponde a máxima densidade {\displaystyle D_{max}} que pode ocorrer no interior do [CAM].

## Padrões de congestionamento observados em campo
A seguir, são mencionados os principais padrões de trânsito encontrados em campo.
Diz-se que um bloco de veículos, que está sujeito tão somente à fase [FS], configura um Padrão Congestionado Sincronizado - PCS.
Se no interior de um bloco de veículos são observadas simultaneamente as fases [FS] e [CAM], estamos na presença de um Padrão Congestionado Geral - PCG. 

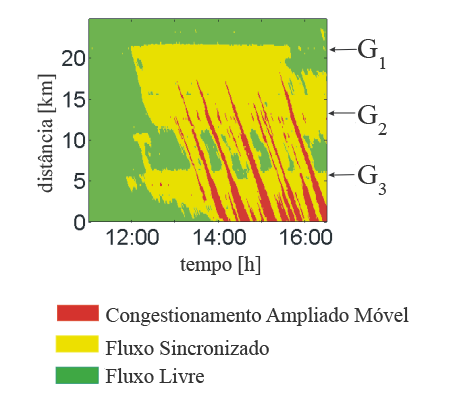
Figura 7: Padrão Congestionado Expandido geral abarcando três gargalos, e

Vale observar que não é possível encontrar um bloco de veículos sujeito apenas à fase [CAM], pois o Congestionamento Ampliado Móvel não é uma propriedade de um bloco de veículos, mas sim uma onda que atravessa um bloco de veículos sujeitos à fase [FS].
Um bloco de veículos pertencente à fase [FS], que apresenta a frente fixa e que não cresce para montante forma um Padrão Congestionado Sincronizado Localizado – PCSL.
Frequentemente, somente a retaguarda do congestionamento sujeito à fase [FS] se desloca para montante, enquanto sua frente se mantém fixa. Neste caso, o Padrão Congestionado Sincronizado recebe a denominação particular de Padrão Congestionado Sincronizado Crescente - PCSC. 
Mais raramente, encontramos situações em que tanto a frente como a retaguarda do congestionamento sujeito à fase [FS] se deslocam para montante. Neste caso, o Padrão Congestionado Sincronizado recebe a denominação particular de Padrão Congestionado Sincronizado Móvel - PCSM.
É importante esclarecer as diferenças entre o Congestionamento Ampliado Móvel e o Padrão Congestionado Sincronizado Móvel que é 
uma das formas em que se apresenta o Fluxo Sincronizado.  
Em primeiro lugar, a diferença entre o [CAM] e o PCSM fica bem clara pelos efeitos distintos que provocam em sua passagem por um gargalo a montante que anteriormente se encontrava em Fluxo Livre. No caso do PCSM, é como se o congestionamento fosse capturado no gargalo que encontrou enquanto subia na direção a montante. O PCSM desaparece e, em seu lugar, nasce um PCSC cuja frente permanece fixa no gargalo encontrado no caminho. Já o Congestionamento Ampliado Móvel, como já mencionado anteriormente, não é capturado no gargalo a montante. Ele simplesmente o atravessa sem deixar nenhum efeito no local. 
Em segundo lugar, ao contrário do que acontece com o [CAM], a fase [FS] não possui parâmetros que a caracterizem, mesmo sob a forma de um PCSM. Por exemplo, a velocidade da frente do PCSM pode variar bastante ao longo do tempo ao contrário do que ocorre com o [CAM]. Além disso, é comum que se verifiquem valores diferentes para as velocidades de recuo das frentes em distintos PCSMs.
Em muitas rodovias, os gargalos encontram-se tão próximos entre si que é comum que um congestionamento se estenda por dois ou mais gargalos seguidos. Identifica-se tal configuração como Padrão Congestionado Expandido – PCE. Quando contiver apenas Fluxo Sincronizado, será designado por Padrão Congestionado Expandido Sincronizado – PCES. Frequentemente a fase [CAM] também é encontrada no interior de um PCE; nesse caso teremos o denominado Padrão Congestionado Expandido Geral – PCEG.

## Aplicações da Teoria das Três Fases à Engenharia de Trânsito

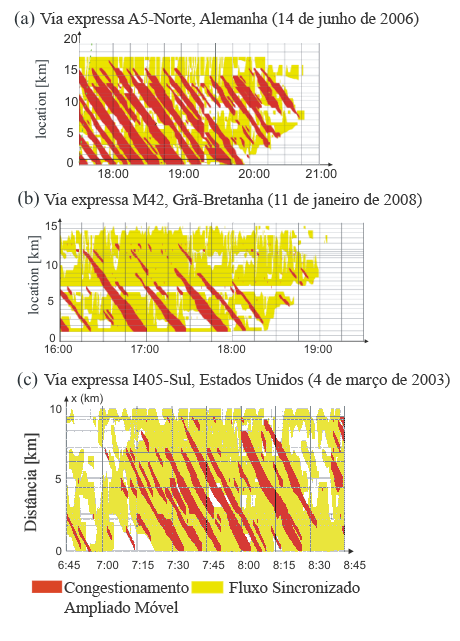
Figura 8: Padrões de trânsito computados por ASDA/FOTO na Alemanha, Grã-Bretanha e EUA

Existem várias aplicações fundamentadas na Teoria das Três Fases. Uma das mais conhecidas é ASDA/FOTO, ferramenta capaz de processar um grande volume de dados de trânsito coletado em um complexo composto por um conjunto de rodovias interligadas. ASDA/FOTO opera como parte de um sistema de gerenciamento de trânsito incumbido de tratar, em tempo real, os dados registrados em campo. Reconhecimento, rastreamento e previsão de congestionamentos são produtos desse sistema.
Os dois livros mencionados no item Bibliografia, de autoria de Boris Kerner, detalham outras aplicações nas áreas de modelos de simulação de tráfego, ramp meters (ANCONA), moderação de trânsito, gerenciamento de trânsito e monitoração da fluidez.